# Vito Molinari
Vito Molinari (Sestri Levante, 6 novembre 1929 – Lavagna, 18 febbraio 2025) è stato un regista italiano.

## Biografia
Principalmente regista televisivo, Molinari ha debuttato alla regia il 3 gennaio 1954 in occasione del programma inaugurale della Rai ed ha in seguito curato la regia di oltre duemila produzioni per la televisione italiana, fra cui L'amico del giaguaro, La via del successo, Un due tre e l'edizione del 1962 di Canzonissima. Tutte le relative musiche erano del M° Mario Bertolazzi. Ha fatto anche il regista nel 1953, a Genova, del Teatro dei Burattini gestito dalla suocera. Ha inoltre prodotto, con la casa musicale F.lli Meazzi-Milano, quattro 45 giri di favole musicate e recitate con la partecipazione di Paolo Poli, Adriana Innocenti e Renzo Montagnani. Nel 1971 è stato il regista della miniserie televisiva Riuscirà il cav. papà Ubu?, insieme a Beppe Recchia. È inoltre, come regista teatrale, ha fondato il Teatro dell'Università di Genova, insieme al professor Francesco Della Corte.
Per il Teatro Verdi di Trieste, nel 1965, cura la regia di Il pipistrello, nel 1970, Al cavallino bianco, nel Teatro Stabile Politeama Rossetti, con Tony Renis, Aldo Fabrizi e Sandro Massimini e, nel 1972, La principessa della ciarda, con Adriana Innocenti ed Elio Pandolfi. Sempre nel 1972 cura la regia di La vedova allegra, con la coreografia di Gino Landi, con Massimini, Eno Mucchiutti e Carlo Campanini, al PalaRuffini di Torino. Ha lavorato spesso insieme al comico Erminio Macario, dirigendolo nei lavori televisivi: Macario uno e due (1975) e Macario più (1978).
Negli anni ottanta è stato regista anche di alcune serie televisive: Cinquant'anni d'amore, nel 1982, di cui è anche sceneggiatore e Atelier, nel 1986. Nel 1990 ha scritto, insieme a Mauro Manciotti, il libro Tutto Govi, una esauriente biografia del comico genovese. Nel 2002 pubblica il libro La mia RAI, storia dei programmi da lui realizzati per la televisione di Stato. Nel 2006 ha curato lo spettacolo teatrale Umorista sarà lei. Nel 2009 ha realizzato il commento in video per la serie di 10 DVD Carosello - La storia di un mito (uscita in edicola due anni dopo).
Il 28 febbraio 2024 venne ospitato da Massimo Giletti a La TV fa 70, in occasione dei festeggiamenti dei settant'anni della TV pubblica.
Nel dicembre 2024 in occasione della dodicesima edizione del premio Vincenzo Crocitti International "Vince Award" gli viene assegnato il premio alla carriera.
Sempre nel 2024 Il Museo biblioteca dell'Attore ricorda, con una targa apposta a Milano in un edificio antistante a quello della Rai, la trasmissione inaugurale della Radiotelevisione del 1954 con regia di Vito Molinari. 
Muore, all'età di 95 anni, all'ospedale di Lavagna il 18 febbraio 2025.

## Programmi televisivi
- Album personale di Elena Giusti (1954)
- Per favore dica lei, condotto da Dino Falconi (1954)
- Album personale di Odoardo Spadaro, condotto da Odoardo Spadaro (1954)
- Scala reale, condotto da Adriana Serra, direzione musicale Giampiero Boneschi, Mario Consiglio (1954)
- Senza rete (1954)
- Racconti in chiave di violino (1954)
- Parata di fine anno, condotto da Walter Chiari, Erminio Macario, Tino Scotti, Isa Barzizza, Aroldo Tieri (1954)
- Fuori programma, condotto da Elio Pandolfi, Raffaele Pisu, Marina Doge, Adriana Serra, Gianni Bonagura, Paolo Ferrari, Paolo Panelli(1955)
- V Festival della canzone italiana, condotto da Armando Pizzo (1955)
- Musica in vacanza, condotto da Isa Bellini, Alberto Bonucci, Paolo Ferrari e Adriana Serra (1955)
- Guarda chi si vede, condotto da Elsa Merlini, Enrico Viarisio, Olga Villi, Aroldo Tieri, Ferruccio Amendola, Alberto Lionello, Sandra Mondaini, Raffaele Pisu, Antonella Steni, Giustino Durano, Graziella Galvani e Giancarlo Cobelli (1955)
- Un due tre, con Raimondo Vianello e Ugo Tognazzi (1955-1959)
- La principessa della Csarda, operetta con Elena Giusti, Alfredo Nobile, Sandra Ballinari (1955)
- Ti conosco mascherina, condotto da Ferruccio Amendola, Armando Bandini, Tino Bianchi, Alberto Bonucci, Ave Ninchi, Paolo Panelli, Luici Cimara, Antonella Steni, Luisella Navae Monica Vitti (1955)
- Anche oggi è domenica, programma a cura di Vittorio Veltroni (1955)
- Variazioni su tema: i sogni (1955)
- Variazioni su tema: le dichiarazioni d'amore (1955)
- Music Hall 1955, programma del sabato sera, in 5 puntate, condotto da Corrado (1955)
- Simili a Dio, commedia con Renato Scripa, Lida Ferro e Gianni Montesi (1956)
- VI Festival della Canzone Italiana, condotto da Fausto Tommei (1956)
- Lui, Lei e gli altri, condotto da Nino Taranto e Tina De Mola (1956)
- La donna rossa, giallo con Gianni Santuccio, Flora Lillo e Tino Bianchi (1957)
- Lo vedi come sono?, con Erminio Macario (1957)
- Carlo in doppiopetto, condotto da Carlo Dapporto (1957)
- L'Annuncio a Maria, commedia con Lida Ferro, Marisa Fabbri e Gastone Bartolucci (1957)
- La borsetta, giallo con Lida Ferro, Marisa Fabbri e Gastone Bartolucci (1957)
- N come Napoli T come Taranto, condotto da Nino Taranto (1957)
- West saloon (1957)
- Cetravolante, condotto dal Quartetto Cetra (1957)
- Silenzio si gira (1957)
- Show Boat, condotto da Norman Thompson (1957)
- La via del successo, con Walter Chiari, Carlo Campanini, Tina De Mola e Gianni Agus (1958)
- Music Hall 1958, con Joséphine Baker e Renato Carosone (1958)
- Pasqua con chi vuoi
- Roxy, commedia con Annabella Cerliani, Isa Pola e Paolo Ferrari (1958)
- Frasquita, operetta di Franz Lehár, con Enrico De Zan, Luana Silli, Franco Artioli e Tonino Micheluzzi(1958)
- Noi e loro, con Nino Taranto (1958)
- Musica alla ribalta 1959, condotto da Paul Steffen (1959)
- Addio giovinezza!, operetta con Arturo Testa, Romana Righetti e Elvio Calderoni (1959)
- Ballo al Savoy, operetta con Lauretta Masiero, Alberto Lionello e Gianna Galli (1960)
- La vedova allegra, operetta con Graziella Sciutti, Alvinio Misciano e Nuto Navarrini
- Controcanale 1961, con Corrado, Caterina Valente e Helmuth Zacharias (1961)
- L'amico del giaguaro, presentato da Corrado, con la partecipazione di Gino Bramieri, Marisa Del Frate, Raffaele Pisu e Roberto Villa (1961)
- Il conte di Lussemburgo, commedia con Enrico Viarisio, Romana Righetti e Elvio Calderoni (1961)
- Bonsoir Catherine, con Caterina Valente (1961)
- Alta fedeltà, condotto da Gorni Kramer e Lauretta Masiero (1962)
- Chi l'ha visto, con Dario Fo e Franca Rame (1962)
- Canzonissima 1962, condotto da Dario Fo e Franca Rame (1962)
- Fior di Haway, commedia con Nuto Navarrini, Claudia Mori e Camillo Milli (1962)
- Rendez-vous, con Line Renaud, Renato Carosone e Paolo Poli (1963)
- Il naso finto, con Marisa Del Frate e Paolo Ferrari (1963)
- Ciao Ciao, operetta di Robert Stolz, con Lauretta Masiero, Carlo Campanini e Gianni Agus (1963)
- Ornella Vanoni Show, con Ornella Vanoni, Gino Paoli e Mike Bongiorno (1964)
- Alla ribalta: speciale per Marisa Del Frate, con Marisa Del Frate (1965)
- La trottola 1965, condotto da Corrado, con Marisa Del Frate, Sandra Mondaini e Alighiero Noschese (1965)
- Filippo, con Carlo Hintermann, Ileana Ghione e Warner Bentivegna – film biografico (1965)
- Tigre contro tigre, con Gino Bramieri e Marisa Del Frate (1963)
- Senza fine, con Ornella Vanoni, Gino Paoli, Alain Barriere, Adriano Celentano e Alighiero Noschese (1965)
- Processo a Noschese, con Alighiero Noschese (1965)
- Natale oggi, con Gino Bramieri e Marisa Del Frate(1965)
- Un'ora insieme, con Caterina Valente (1966)
- Edoardo e Carolina, commedia con Paola Pitagora, Paolo Ferrari e Mario Chiocchio (1966)
- E sottolineo ye, con Gianni Morandi e Caterina Caselli (1967)
- Il tappabuchi, con Corrado, Nanni Loy e Raimondo Vianello (1967)
- Eccetera, eccetera, con Gino Bramieri, Marisa Del Frate e Pippo Baudo (1967)
- I graditi ospiti, commedia con Gino Bramieri, Franco Parentie Gianna Giachetti (1967)
- Scarpette Rosa spettacolo musicale di Filippo Crivelli e Vito Molinari, con Carla Fracci, Tino Carraro, Walter Chiari, Giuseppe Di Stefano, Mina, Renato Rascel, Franca Valeri e Lina Volonghi (1967)
- Tempo di Samba, con Raffaella Carrà (1968)
- Delia Scala Story, con Delia Scala (1968)
- Galà per Johnny Dorelli, con Johnny Dorelli, Caterina Caselli, Margaret Lee, Mita Medici, Sandra Mondaini e Giovanna Ralli (1968)
- Mille voci, con Alighiero Noschese (1968)
- Ma che domenica, amici!, con Raffaele Pisu, Ric e Gian e Carmen Villani (1968)
- Spettacolo senza passaporto, con Mike Bongiorno (1969)
- Bentornata Caterina, con Caterina Valente (1969)
- E' domenica, ma senza impegno, con Paolo Villaggio, Ombretta Colli, Quartetto Cetra, Cochi e Renato, Gianni Agus e Oreste Lionello (1969)
- Serata d'onore 1971, con Renzo Palmer, Alighiero Noschese e Ornella Vanoni (1971)
- Mai di sabato signora Lisistrata, commedia musicale con Gino Bramieri, Milva, Paolo Panelli, Bice Valori, Aldo Giuffré, Gabriella Farinon e Ricchi e Poveri (1971)
- Riuscirà il cav. papà Ubu?, diretto con Beppe Recchia, con Renzo Palmer, Carmen Scarpitta, Pippo Franco e Cochi e Renato – miniserie TV (1971)
- Il viaggio di Astolfo, con Luigi Proietti, Renato Rascel e Carlo D'Angelo (1972)
- Tecoppa Brumista, commedia con Piero Mazzarella, Rino Silveri, Ettore Conti (1973)
- Addio Tabarin, con Nanni Svampa, Lino Patruno e Franca Mazzola (1973)
- Vino, whisky e chewing-gum, condotto da Paolo Ferrari (1974)
- L'acqua cheta, operetta di Giuseppe Pietri, con Nada Malanima, Nino Castelnuovo, Gianrico Tedeschi, Renzo Montagnani, Ave Ninchi e Daniela Goggi (1974)
- Al cavallino bianco, operetta di Ralph Benatzky, con Angela Luce, Tony Renis, Paolo Poli, Gianrico Tedeschi, Mita Medici e Maurizio Micheli (1974)
- No, No, Nanette di Irving Caesar e Otto Harbach, con Ombretta Colli, Giuliana Rivera, Elisabetta Viviani, Lia Zoppelli, Gianni Agus, Loredana Bertè, Ricchi e Poveri (1974)
- Tu musica divina: le canzoni di Giovanni Danzi (1975)
- Macario uno e due, con Erminio Macario e Gloria Paul (1975)
- Valentina, una ragazza che ha fretta, commedia musicale con Elisabetta Viviani e Leo Colonna (1975)
- Passano gli anni: mezzo secolo di canzoni di Vittorio Mascheroni, con Loretta Goggi (1975)
- Babau, condotto da Paolo Poli (1976)
- Dal primo momento che ti ho visto, commedia musicale con Massimo Ranieri e Loretta Goggi (1976)
- Macario più, con Erminio Macario e Tiziana Pini (1978)
- Irma la dolce, spettacolo musicale con Maddalena Crippa e Cristiano Censi (1980)
- Nitouche, operetta di Hervé, con Elisabetta Viviani e Renzo Palmer (1980)
- Cinquant'anni d'amore, con Christian De Sica, Ombretta Colli e Lia Zoppelli – miniserie TV (1982)
- Macario, storia di un comico (1983)
- La pulce nell'orecchio, commedia con Lando Buzzanca, Ernesto Calindri e Nando Gazzolo (1983)
- Shaker (1985)
- Atelier, con Elsa Martinelli, Paola Pitagora e Ida Meda (1986)

## Opere
- Vito Molinari, Carosello... e poi tutti a nanna. 1957 – 1977: i vent’anni che hanno cambiato l’Italia, prefazione di Maurizio Porro, Gammarò, 2019, 380 p., ISBN 9788899415372
- Vito Molinari, La mia RAI, prefazione di Aldo Grasso, Gammarò, 2022, 468 p. ISBN 9791280649065
- I miei grandi comici prefazione di Gigi Proietti Gremese, 2018 222p. ISBN 978-8866920465
- Le mie subrettes Gremese, 2017 206p. ISBN 978-8884409935